# Хъб (авиация)
 Тази статия е за авиохъба.  За мрежовото оборудване вижте Хъб.  
В авиацията хъб е летище, използвано от авиокомпаниите като трансферна точка за пътници и има висок процент свързани полети.
Хъбът е елемент от така наречената „Звездна (ветрилообразна) маршрутна мрежа“, при която пътниците, пътуващи между летища, които не са свързани с директни полети, могат да стигнат до крайната си точка, като се прехвърлят от един полет на друг. Често хъбът на авиокомпанията се намира на неговото базово летище или на летище в същия град като седалището ѝ.
Авиокомпаниите могат да използват едно или няколко летища като хъбове. Те се използват както в пътнически, така и в товарния (карго) транспорт.
В маршрутната мрежа на авиокомпаниите могат да се формират хъбове-летища, които не са трансферни пунктове, но от които авиокомпанията осъществява няколко полета в различни посоки. Големите хъбове неофициално се наричат „вторични хъбове“.
В много случаи хъбът на авиокомпанията е най-голямото летище в страната (например Дубай за Emirates Airline).